# Ефтим Попов
Ефтим Костадинов Попов е български свещеник и революционер, деец на Вътрешната македоно-одринска революционна организация.

## Биография
Ефтим Попов е роден на 4 декември 1876 година в Малко Търново, Одринска Тракия. Влиза във ВМОРО и става член на Паспаловския революционен участък. Попов става секретар на Димитър Халачев, който е определен за войвода на VI Кладарски революционен участък. Попов е четник при превземането на заставата в село Граматиково. Осъден е от властите на 10 години заточение. Бяга в България, където е ръкоположен за свещеник от сливенския владика в 1921 година. Служи в църквите „Свети Атанас“ в Звездец, „Свети Илия“ в Конак, „Света Троица“ в Евренезово. Умира в 1960 година в село Звездец.